# AZS-AWF Warszawa (piłka siatkowa mężczyzn)/AZS-AWF Warszawa w europejskich pucharach

## Puchar Europy Mistrzów Klubowych w piłce siatkowej (1959/1960)
| Data       | Miejsce  | Przeciwnik          | Wynik                            | Runda      |
| ---------- | -------- | ------------------- | -------------------------------- | ---------- |
| 11.02.1960 | Kortrijk | Brabo Antwerpia     | 3:0 (15:9, 15:1, 15:12)          | 1/8 finału |
| 14.02.1960 | Bruksela | Brabo Antwerpia     | 3:0 (15:3, 15:6, 15:7)           | 1/8 finału |
| 19.03.1960 |          | SC Wiss. DHfk Lipsk | 3:0 (15:13, 15:6, 15:5)          | 1/4 finału |
| 2.04.1960  |          | SC Wiss. DHfk Lipsk | 3:0 (15:6, 15:8, 15:13)          | 1/4 finału |
| 29.05.1960 | Moskwa   | CSK MO Moskwa       | 0:3 (6:15, 12:15, 13:15)         | 1/2 finału |
| 3.06.1960  | Warszawa | CSK MO Moskwa       | 3:1 (11:15, 15:12, 15:13, 17:15) | 1/2 finału |

## Puchar Europy Mistrzów Klubowych w piłce siatkowej (1960/1961)
| Data       | Miejsce  | Przeciwnik  | Wynik                    | Runda      |
| ---------- | -------- | ----------- | ------------------------ | ---------- |
| 25.02.1961 | Warszawa | SKIF Ryga   | 3:0 (15:8, 15:6, 15:13)  | 1/8 finału |
| 1961       | Warszawa | SKIF Ryga   | 0:3 (11:15, 12:15, 9:15) | 1/8 finału |
| 18.04.1961 | Warszawa | Dukla Kolín | 3:0 (15:6, 17:15, 16:14) | 1/4 finału |
| 26.04.1961 |          | Dukla Kolín | 0:3 (14:16, 5:15, 13:15) | 1/4 finału |

## Puchar Europy Mistrzów Klubowych w piłce siatkowej (1961/1962)
| Data       | Miejsce  | Przeciwnik             | Wynik                         | Runda                |
| ---------- | -------- | ---------------------- | ----------------------------- | -------------------- |
| 26.02.1962 |          | Galatasaray SK         | 3:0 (15:9, 15:12, 15:9)       | 1/8 finału           |
| 17.03.1962 |          | Galatasaray SK         | 3:0 (15:0, 15:0, 15:0)        | 1/8 finału           |
| 6.04.1962  | Warszawa | OK Jugoslavija Belgrad | 3:0 (15:11, 15:10, 15:10)     | 1/2 finału (grupowa) |
| 7.04.1962  | Warszawa | Akademik Sofia         | 3:0 (15:6, 15:13, 15:6)       | 1/2 finału (grupowa) |
| 8.04.1962  | Warszawa | CSKA Moskwa            | 1:3 (9:15, 15:11, 6:15, 8:15) | 1/2 finału (grupowa) |

## Puchar Europy Mistrzów Klubowych w piłce siatkowej (1963/1964)
| Data       | Miejsce                                 | Przeciwnik            | Wynik                                  | Runda      |
| ---------- | --------------------------------------- | --------------------- | -------------------------------------- | ---------- |
| 1963       |                                         | Paris Université Club | 3:0 (15:8, 15:9, 15:13)                | 1 runda    |
| 18.12.1963 |                                         | Paris Université Club | 3:2 (11:15, 15:8, 15:12, 10:15, 15:9)  | 1 runda    |
| 12.01.1964 | Warszawa                                | Dukla Kolín           | 2:3 (15:10, 15:10, 5:15, 12:15, 11:15) | 1/4 finału |
| 26.01.1964 | Czechosłowacka Republika Socjalistyczna | Dukla Kolín           | 1:3 (15:17, 12:15, 15:10, 6:15)        | 1/4 finału |

## Puchar Europy Mistrzów Klubowych w piłce siatkowej (1965/1966)
| Data       | Miejsce   | Przeciwnik               | Wynik                                 | Runda      |
| ---------- | --------- | ------------------------ | ------------------------------------- | ---------- |
| 10.12.1965 | Finlandia | Käpylän Lentopalloilijat | 3:1 (15:4, 15:4, 11:15, 15:9)         | 1 runda    |
| 12.12.1965 | Finlandia | Käpylän Lentopalloilijat | 3:1 (15:6, 15:1, 6:15, 15:6)          | 1 runda    |
| 23.01.1966 |           | USC Münster              | 3:0 (15:7, 15:6, 15:5)                | 1/8 finału |
| 1966       |           | USC Münster              | 3:0 (15:13, 15:3, 15:9)               | 1/8 finału |
| 12.03.1966 | Moskwa    | CSKA Moskwa              | 0:3 (8:15, 13:15, 11:15)              | 1/4 finału |
| 19.03.1966 | Warszawa  | CSKA Moskwa              | 2:3 (10:15, 15:5, 15:12, 8:15, 11:15) | 1/4 finału |

## Puchar Europy Mistrzów Klubowych w piłce siatkowej (1966/1967)
| Data       | Miejsce  | Przeciwnik              | Wynik                                 | Runda      |
| ---------- | -------- | ----------------------- | ------------------------------------- | ---------- |
| .12.1966   | Warszawa | SC ÖMV Blau Gelb Wiedeń | 3:0 (15:3, 15:1, 15:9)                | 1/8 finału |
|            | Austria  | SC ÖMV Blau Gelb Wiedeń | 3:1 (13:15, 15:10, 15:12, 15:11)      | 1/8 finału |
| 12.02.1967 |          | SC Lipsk                | 0:3 (14:16, 12:15, 15:17)             | 1/4 finału |
| 19.02.1967 |          | SC Lipsk                | 2:3 (15:10, 10:15, 15:7, 10:15, 8:15) | 1/4 finału |

## Puchar Europy Mistrzów Klubowych w piłce siatkowej (1968/1969)
| Data       | Miejsce                                 | Przeciwnik      | Wynik                          | Runda      |
| ---------- | --------------------------------------- | --------------- | ------------------------------ | ---------- |
| 12.02.1969 | Czechosłowacka Republika Socjalistyczna | TJ VŽKG Ostrawa | 3:1 (9:15, 15:13, 15:7, 15:5)  | 1/8 finału |
| .02.1969   |                                         | TJ VŽKG Ostrawa | 3:0 (15:4, 15:4, 15:9)         | 1/8 finału |
| 17.03.1969 |                                         | CSKA Sofia      | 0:3 (8:15, 3:15, 6:15)         | 1/4 finału |
| 27.03.1969 |                                         | CSKA Sofia      | 3:1 (10:15, 15:6, 15:5, 16:14) | 1/4 finału |